# یوهان برنهارد فیشر فن ارلاخ
یوهان برنهارد فیشر فن ارلاخ (انگلیسی: Johann Bernhard Fischer von Erlach؛ ۲۰ ژوئیهٔ ۱۶۵۶ – ۵ آوریل ۱۷۲۳) معمار، پیکره‌ساز، تاریخ‌نگار اتریشی و از سرآمدان شیوه باروک در معماری بود. ارلاخ نگاه نوینی در معماری پدید آورد که آمیزه شگفت‌انگیزی از شیوه‌های گوناگون بود. کتابش با نام طرح‌هایی در معماری تاریخی (A Plan of Civil and Historical Architecture) نخستین تاریخ تطبیقی معماری در اندازه بین‌المللی بود. ترجمه انگلیسی این کتاب، با نام طرحی از معماری شهری و تاریخی (Entwurff Einer Historischen Architectur) در ۱۷۳۰ چاپ شد. او به‌عنوان سرمهندس و معمار ویژه دربار هابسبورگ اتریشی پیشرفت بسیاری کرد و در همان هنگام پی برد که معماری کهن ایران (هخامنشی) و معماری روزآمد آن زمان (صفویان) از گونه‌ای شیوه درباری برخوردار است که هم‌تراز و شایسته سنجش با ساختمان‌های بناهای باروک اتریش است که او در دست ساخت داشت. در نگارش کتاب معماری خود، به‌خوبی از معماری و شهرسازی ایران و از سازه‌های پرشکوه پادشاهی اصفهان و پل‌های شگفت‌انگیزش نگاشته و بر پایه آنچه که از سفرنامه‌های جهانگردان درک نکرده، آنها را با دیدگاه‌های شخصی خود پیوند زده و بازسازی کرده است.